# Fort Saint-Antoine
 (novembre 2023).
Si vous disposez d'ouvrages ou d'articles de référence ou si vous connaissez des sites web de qualité traitant du thème abordé ici, merci de compléter l'article en donnant les références utiles à sa vérifiabilité et en les liant à la section « Notes et références ».
Le fort Saint-Antoine est un fort de l'époque de la Nouvelle-France, situé maintenant dans l'État du Wisconsin, États-Unis. Il fut fondé en 1686 par Nicolas Perrot et un groupe de Canadiens. 

## Historique
À l'automne de 1685, Nicolas Perrot et ses compagnons arrivèrent à la montagne Trempealeau en canoë. Ils construisirent un habitat pour se protéger pour l'hiver, le fort Perrot situé sur la rive occidentale du lac Pépin. Plusieurs semaines auparavant, Perrot et ses hommes avaient quitté La Baye et traversé le Wisconsin au travers les rivières Renard et Wisconsin, pour se rendre dans la vallée du Mississippi. Le but de cette mission était d'établir des alliances avec les tribus Ioway et Dakota, pour promouvoir les échanges de fourrures dans la région. Bien que l'aventure de Perrot n'était pas la première dans les hautes régions du Mississippi, son établissement d'un fort fut le premier dans la région. 
L'année suivante, le site du fort Perrot fut abandonné pour un site plus avantageux sur la rive orientale du lac Pépin, et le Fort Saint-Antoine fut construit. Pendant les trente-cinq ans suivants, les fortunes économiques vacillaient, mais en 1731, avec la fin des guerres avec les Renards, l'économie fleurissait sous les commandes de René Godefroy, sieur de Linctot, qui établit un nouveau poste de traite.   